# Länsväg 123
De Zweedse weg 123 (Zweeds: Länsväg 123) is een provinciale weg in de provincie Blekinge län in Zweden en is circa 11 kilometer lang. De weg ligt in het zuiden van Zweden.

## Plaatsen langs de weg
- Sölvesborg
- Mjällby
- Hällevik
- Nogersund

## Knooppunten
- E22 bij Sölvesborg (begin)
- Haven van Nogersund